# UCI WorldTeams
UCI WorldTeams – najwyższa dywizja profesjonalnych zespołów kolarskich. Do sezonu 2014 włącznie dywizja nosiła nazwę UCI ProTeams.

## Rejestracja zespołów
Rejestracji zespołów w poszczególnych dywizjach, w tym w UCI WorldTeams, dokonuje przed każdym sezonem Międzynarodowa Unia Kolarska. Rejestracja jest dokonywana po sprawdzeniu złożonych dokumentacji przez poszczególne grupy. 

## Wyścigi
Zespoły zarejestrowane w danym sezonie w dywizji UCI WorldTeams automatycznie uzyskują licencję UCI WorldTour Team. Dzięki tej licencji zespoły są domyślnie zaproszone i mają obowiązek uczestnictwa we wszystkich wyścigach z kalendarza cyklu UCI World Tour.
Ponadto zespoły z dywizji UCI WorldTeams mogą zostać zaproszone i wziąć udział w wyścigach:
- UCI Europe Tour w kategorii 1.HC lub 2.HC (mogą stanowić do 70% zespołów startujących) oraz 1.1 lub 2.1 (mogą stanowić do 50% zespołów startujących),
- UCI America Tour, UCI Asia Tour, UCI Oceania Tour i UCI Africa Tour w kategorii 1.HC, 2.HC, 1.1 lub 2.1 (mogą stanowić do 50% zespołów startujących).

## Lista ekip UCI WorldTeams 2024
Stan na 1 stycznia 2024
| Kod UCI | Oficjalna nazwa grupy      | Państwo                      |
| ------- | -------------------------- | ---------------------------- |
| ADC     | Alpecin-Deceuninck         | Belgia                       |
| ARK     | Arkéa-B&B Hotels           | Francja                      |
| AST     | Astana Qazaqstan Team      | Kazachstan                   |
| TBV     | Bahrain Victorious         | Bahrajn                      |
| BOH     | Bora-Hansgrohe             | Niemcy                       |
| COF     | Cofidis                    | Francja                      |
| DAT     | Decathlon-AG2R La Mondiale | Francja                      |
| EFE     | EF Education-EasyPost      | Stany Zjednoczone            |
| GFC     | Groupama-FDJ               | Francja                      |
| IGD     | Ineos Grenadiers           | Wielka Brytania              |
| LTK     | Lidl-Trek                  | Stany Zjednoczone            |
| IWA     | Intermarché-Wanty          | Belgia                       |
| MOV     | Movistar Team              | Hiszpania                    |
| SOQ     | Soudal Quick-Step          | Belgia                       |
| DFP     | Team dsm-firmenich PostNL  | Holandia                     |
| JAY     | Team Jayco AlUla           | Australia                    |
| TVL     | Team Visma-Lease a Bike    | Holandia                     |
| UAD     | UAE Team Emirates          | Zjednoczone Emiraty Arabskie |

## Ekipy UCI WorldTeams w historii
| 2005                    | 2006                           | 2007                  | 2008                | 2009                    | 2010                  | 2011                     | 2012                                 | 2013                         | 2014                         | 2015                         | 2016                   | 2017                   | 2018                                          | 2019                           | 2020                  | 2021                               | 2022                               | 2023                     |
| ----------------------- | ------------------------------ | --------------------- | ------------------- | ----------------------- | --------------------- | ------------------------ | ------------------------------------ | ---------------------------- | ---------------------------- | ---------------------------- | ---------------------- | ---------------------- | --------------------------------------------- | ------------------------------ | --------------------- | ---------------------------------- | ---------------------------------- | ------------------------ |
| Bouygues Télécom        | Bouygues Télécom               | Bouygues Télécom      | Bouygues Télécom    | Bbox Bouygues Télécom   | Bbox Bouygues Télécom | Team Europcar            | Team Europcar                        | Team Europcar                | Team Europcar                | Team Europcar                | Direct Énergie         | Direct Énergie         | Direct Énergie                                | Direct Énergie                 | Total Direct Énergie  | Total Direct Énergie               | Team TotalEnergies                 | Team TotalEnergies       |
| Cofidis                 | Cofidis                        | Cofidis               | Cofidis             | Cofidis                 | Cofidis               | Cofidis                  | Cofidis                              | Cofidis                      | Cofidis                      | Cofidis                      | Cofidis                | Cofidis                | Cofidis                                       | Cofidis                        | Cofidis               | Cofidis                            | Cofidis                            | Cofidis                  |
| Crédit Agricole         | Crédit Agricole                | Crédit Agricole       | Crédit Agricole     |                         |                       |                          |                                      |                              |                              |                              |                        |                        |                                               |                                |                       |                                    |                                    |                          |
| Davitamon-Lotto         | Davitamon-Lotto                | Predictor-Lotto       | Silence-Lotto       | Silence-Lotto           | Omega Pharma-Lotto    | Omega Pharma-Lotto       | Lotto-Belisol                        | Lotto-Belisol                | Lotto-Belisol                | Lotto Soudal                 | Lotto Soudal           | Lotto Soudal           | Lotto Soudal                                  | Lotto Soudal                   | Lotto Soudal          | Lotto Soudal                       | Lotto Soudal                       | Lotto Dstny              |
| Discovery Channel       | Discovery Channel              | Discovery Channel     |                     |                         |                       |                          |                                      |                              |                              |                              |                        |                        |                                               |                                |                       |                                    |                                    |                          |
| Domina Vacanze-De Nardi | Team Milram                    | Team Milram           | Team Milram         | Team Milram             | Team Milram           |                          |                                      |                              |                              |                              |                        |                        |                                               |                                |                       |                                    |                                    |                          |
| Euskaltel-Euskadi       | Euskaltel-Euskadi              | Euskaltel-Euskadi     | Euskaltel-Euskadi   | Euskaltel-Euskadi       | Euskaltel-Euskadi     | Euskaltel-Euskadi        | Euskaltel-Euskadi                    | Euskaltel-Euskadi            |                              |                              |                        |                        |                                               |                                |                       |                                    |                                    |                          |
| Fassa Bortolo           |                                |                       |                     |                         |                       |                          |                                      |                              |                              |                              |                        |                        |                                               |                                |                       |                                    |                                    |                          |
| Française des Jeux      | Française des Jeux             | Française des Jeux    | Française des Jeux  | Française des Jeux      | Française des Jeux    | FDJ                      | FDJ-BigMat                           | FDJ                          | FDJ.fr                       | FDJ                          | FDJ                    | FDJ                    | Groupama-FDJ                                  | Groupama-FDJ                   | Groupama-FDJ          | Groupama-FDJ                       | Groupama-FDJ                       | Groupama-FDJ             |
| Gerolsteiner            | Gerolsteiner                   | Gerolsteiner          | Gerolsteiner        |                         |                       |                          |                                      |                              |                              |                              |                        |                        |                                               |                                |                       |                                    |                                    |                          |
| Illes Balears-Banesto   | Caisse d'Epargne-Illes Balears | Caisse d'Epargne      | Caisse d'Epargne    | Caisse d'Epargne        | Caisse d'Epargne      | Movistar Team            | Movistar Team                        | Movistar Team                | Movistar Team                | Movistar Team                | Movistar Team          | Movistar Team          | Movistar Team                                 | Movistar Team                  | Movistar Team         | Movistar Team                      | Movistar Team                      | Movistar Team            |
| Lampre-Caffita          | Lampre-Fondital                | Lampre-Fondital       | Lampre              | Lampre-NGC              | Lampre-Farnese Vini   | Lampre-ISD               | Lampre-ISD                           | Lampre-Merida                | Lampre-Merida                | Lampre-Merida                | Lampre-Merida          | UAE Abu Dhabi          | UAE Team Emirates                             | UAE Team Emirates              | UAE Team Emirates     | UAE Team Emirates                  | UAE Team Emirates                  | UAE Team Emirates        |
| Liberty Seguros-Würth   | Liberty Seguros-Würth          | Astana                | Astana              | Astana                  | Astana                | Pro Team Astana          | Astana Pro Team                      | Astana Pro Team              | Astana Pro Team              | Astana Pro Team              | Astana Pro Team        | Astana Pro Team        | Astana Pro Team                               | Astana Pro Team                | Astana Pro Team       | Astana-Premier Tech                | Astana Qazaqstan Team              | Astana Qazaqstan Team    |
| Liquigas-Bianchi        | Liquigas                       | Liquigas              | Liquigas            | Liquigas                | Liquigas-Doimo        | Liquigas-Cannondale      | Liquigas-Cannondale                  | Cannondale                   | Cannondale                   |                              |                        |                        |                                               |                                |                       |                                    |                                    |                          |
| Phonak                  | Phonak                         |                       |                     |                         |                       |                          |                                      |                              |                              |                              |                        |                        |                                               |                                |                       |                                    |                                    |                          |
| Quick Step-Innergetic   | Quick Step-Innergetic          | Quick Step-Innergetic | Quick Step          | Quick Step              | Quick Step            | Quick Step               | Omega Pharma-Quick Step              | Omega Pharma-Quick Step      | Omega Pharma-Quick Step      | Etixx-Quick Step             | Etixx-Quick Step       | Quick-Step Floors      | Quick-Step Floors                             | Deceuninck-Quick Step          | Deceuninck-Quick Step | Deceuninck-Quick Step              | Quick-Step Alpha Vinyl Team        | Soudal Quick-Step        |
| Rabobank                | Rabobank                       | Rabobank              | Rabobank            | Rabobank                | Rabobank              | Rabobank                 | Rabobank                             | Blanco Pro Cycling Team      | Belkin                       | Team LottoNL-Jumbo           | Team LottoNL-Jumbo     | Team LottoNL-Jumbo     | Team LottoNL-Jumbo                            | Team Jumbo-Visma               | Team Jumbo-Visma      | Team Jumbo-Visma                   | Team Jumbo-Visma                   | Team Jumbo-Visma         |
| Saunier Duval-Prodir    | Saunier Duval-Prodir           | Saunier Duval-Prodir  | Saunier Duval-Scott | Fuji-Servetto           | Footon-Servetto-Fuji  | Geox-TMC                 |                                      |                              |                              |                              |                        |                        |                                               |                                |                       |                                    |                                    |                          |
| T-Mobile Team           | T-Mobile Team                  | T-Mobile Team         | Team High Road      | Team Columbia-High Road | Team HTC-Columbia     | HTC-Highroad             |                                      |                              |                              |                              |                        |                        |                                               |                                |                       |                                    |                                    |                          |
| Team CSC                | Team CSC                       | Team CSC              | Team CSC            | Team Saxo Bank          | Team Saxo Bank        | Saxo Bank-SunGard        | Team Saxo Bank                       | Team Saxo-Tinkoff            | Tinkoff-Saxo                 | Tinkoff-Saxo                 | Tinkoff                |                        |                                               |                                |                       |                                    |                                    |                          |
| AG2R Prévoyance         | AG2R Prévoyance                | AG2R Prévoyance       | Ag2r-La Mondiale    | Ag2r-La Mondiale        | Ag2r-La Mondiale      | Ag2r-La Mondiale         | Ag2r-La Mondiale                     | Ag2r-La Mondiale             | Ag2r-La Mondiale             | Ag2r-La Mondiale             | Ag2r-La Mondiale       | Ag2r-La Mondiale       | Ag2r-La Mondiale                              | Ag2r-La Mondiale               | Ag2r-La Mondiale      | AG2R Citroën Team                  | AG2R Citroën Team                  | AG2R Citroën Team        |
| MrBookmaker-SportsTech  | Unibet.com                     | Unibet.com            | Cycle Collstrop     |                         |                       |                          |                                      |                              |                              |                              |                        |                        |                                               |                                |                       |                                    |                                    |                          |
|                         |                                | Slipstream-Chipotle   | Slipstream-Chipotle | Garmin-Slipstream       | Garmin-Transitions    | Garmin-Cervélo           | Garmin-Barracuda                     | Garmin-Sharp                 | Garmin-Sharp                 | Cannondale-Garmin            | Cannondale-Drapac      | Cannondale-Drapac      | Team EF Education First–Drapac p/b Cannondale | EF Education First Pro Cycling | EF Pro Cycling        | EF Education-Nippo                 | EF Education-EasyPost              | EF Education-EasyPost    |
|                         |                                |                       |                     | Team Katusha            | Team Katusha          | Team Katusha             | Team Katusha                         | Team Katusha                 | Team Katusha                 | Team Katusha                 | Team Katusha           | Team Katusha-Alpecin   | Team Katusha-Alpecin                          | Team Katusha-Alpecin           |                       |                                    |                                    |                          |
|                         |                                |                       |                     |                         | Team RadioShack       | Team RadioShack          |                                      |                              |                              |                              |                        |                        |                                               |                                |                       |                                    |                                    |                          |
|                         |                                |                       |                     |                         | Team Sky              | Team Sky                 | Team Sky                             | Team Sky                     | Team Sky                     | Team Sky                     | Team Sky               | Team Sky               | Team Sky                                      | Team Sky                       | Team Ineos            | Ineos Grenadiers                   | Ineos Grenadiers                   | Ineos Grenadiers         |
|                         |                                | BMC Racing Team       | BMC Racing Team     | BMC Racing Team         | BMC Racing Team       | BMC Racing Team          | BMC Racing Team                      | BMC Racing Team              | BMC Racing Team              | BMC Racing Team              | BMC Racing Team        | BMC Racing Team        | BMC Racing Team                               | CCC Team                       | CCC Team              |                                    |                                    |                          |
|                         |                                |                       |                     |                         |                       | Leopard Trek             | RadioShack-Nissan                    | RadioShack-Leopard           | Trek Factory Racing          | Trek Factory Racing          | Trek-Segafredo         | Trek-Segafredo         | Trek-Segafredo                                | Trek-Segafredo                 | Trek-Segafredo        | Trek-Segafredo                     | Trek-Segafredo                     | Trek-Segafredo           |
| Fondas Imabo-Doorisol   | P3Transfer-Doorisol            | P3Transfer-Fondas     | P3 Transfer-Batavus | Vacansoleil             | Vacansoleil           | Vacansoleil-DCM          | Vacansoleil-DCM                      | Vacansoleil-DCM              |                              |                              |                        |                        |                                               |                                |                       |                                    |                                    |                          |
|                         |                                |                       |                     |                         |                       |                          | Orica-GreenEDGE                      | Orica-GreenEDGE              | Orica-GreenEDGE              | Orica-GreenEDGE              | Orica-BikeExchange     | Orica-Scott            | Mitchelton-Scott                              | Mitchelton-Scott               | Mitchelton-Scott      | Team BikeExchange                  | Team BikeExchange-Jayco            | Team Jayco AlUla         |
| Shimano-Memory Corp     | Skil-Shimano                   | Skil-Shimano          | Skil-Shimano        | Skil-Shimano            | Skil-Shimano          | Skil-Shimano             | Project 1t4i-Shimano / Argos-Shimano | Argos-Shimano                | Giant-Shimano                | Giant-Alpecin                | Giant-Alpecin          | Team Sunweb            | Team Sunweb                                   | Team Sunweb                    | Team Sunweb           | Team DSM                           | Team DSM                           | Team DSM                 |
|                         |                                |                       |                     |                         |                       |                          |                                      | IAM Cycling                  | IAM Cycling                  | IAM Cycling                  | IAM Cycling            |                        |                                               |                                |                       |                                    |                                    |                          |
|                         |                                | MTN                   | Team MTN            | MTN Cycling             | MTN-Energade          | MTN-Qhubeka              | MTN-Qhubeka                          | MTN-Qhubeka                  | MTN-Qhubeka                  | MTN-Qhubeka                  | Team Dimension Data    | Team Dimension Data    | Team Dimension Data                           | Team Dimension Data            | NTT Pro Cycling       | Team Qhubeka NextHash              |                                    |                          |
|                         |                                |                       |                     |                         |                       |                          |                                      |                              |                              |                              |                        | Bahrain-Merida         | Bahrain-Merida                                | Bahrain-Merida                 | Bahrain-McLaren       | Bahrain Victorious                 | Bahrain Victorious                 | Bahrain Victorious       |
|                         |                                |                       |                     |                         | Team NetApp           | Team NetApp              | Team NetApp                          | Team NetApp-Endura           | Team NetApp-Endura           | Bora-Argon 18                | Bora-Argon 18          | Bora-Hansgrohe         | Bora-Hansgrohe                                | Bora-Hansgrohe                 | Bora-Hansgrohe        | Bora-Hansgrohe                     | Bora-Hansgrohe                     | Bora-Hansgrohe           |
|                         |                                |                       |                     | Verandas Willems        | Verandas Willems      | Veranda's Willems-Accent | Accent.jobs-Willems Verandas         | Accent Jobs-Wanty            | Wanty-Groupe Gobert          | Wanty-Groupe Gobert          | Wanty-Groupe Gobert    | Wanty-Groupe Gobert    | Wanty-Groupe Gobert                           | Wanty-Gobert                   | Circus-Wanty Gobert   | Intermarché-Wanty-Gobert Matériaux | Intermarché-Wanty-Gobert Matériaux | Intermarché-Circus-Wanty |
|                         |                                |                       | BKCP-Powerplus      | BKCP-Powerplus          | BKCP-Powerplus        | BKCP-Powerplus           | BKCP-Powerplus                       | BKCP-Powerplus               | BKCP-Powerplus               | BKCP-Powerplus               | BKCP-Corendon          | Beobank-Corendon       | Corendon-Circus                               | Corendon-Circus                | Alpecin-Fenix         | Alpecin-Fenix                      | Alpecin-Fenix                      | Alpecin-Deceuninck       |
| Bretagne-Jean Floc'h    | Bretagne-Jean Floc'h           | Bretagne-Armor Lux    | Bretagne-Armor Lux  | Bretagne-Schuller       | Bretagne-Schuller     | Bretagne-Schuller        | Bretagne-Schuller                    | Bretagne-Séché Environnement | Bretagne-Séché Environnement | Bretagne-Séché Environnement | Fortuneo-Vital Concept | Fortuneo-Vital Concept | Fortuneo-Samsic                               | Arkéa-Samsic                   | Arkéa-Samsic          | Arkéa-Samsic                       | Arkéa-Samsic                       | Arkéa-B&B Hotels         |

Dywizja:
     UCI ProTeams (do 2014) / UCI WorldTeams (od 2015)
     UCI Professional Continental Teams
     UCI Continental Teams
     grupa nie funkcjonuje